# Jałówka (gmina Dąbrowa Białostocka)
Jałówka – wieś w Polsce położona w województwie podlaskim, w powiecie sokólskim, w gminie Dąbrowa Białostocka.
Wieś królewska ekonomii grodzieńskiej położona była w końcu XVIII wieku  w powiecie grodzieńskim województwa trockiego. W latach 1975–1998 miejscowość należała administracyjnie do województwa białostockiego.
Nazwa miejscowości pochodzi od nieurodzajnej, jałowej gleby. Wieś powstała w czasie kolonizacji Puszczy Nowodworskiej w XVII w., a mieszkańcami byli  chłopi królewscy. Zachodnie pola wsi graniczą z Puszczą Knyszyńską.
We wsi znajduje się współczesny kościół pw. Najświętszego Serca Pana Jezusa poświęcony w roku 1986, murowana kapliczka znajdująca się na końcu wsi zbudowana na miejscu starej  drewnianej pochodzącej jeszcze z XIX wieku i kilka krzyży wotywnych. Na terenie wsi w pobliżu wyrobiska żwirowego zwanego górką Szykulową, którego nazwa pochodzi od pierwotnego właściciela tamtejszych gruntów znajduje się głębinowe ujęcie wody pitnej, które dostarcza wodę dla licznych wsi w gminach Dąbrowa Białostocka i Suchowola. 
Przez wieś przechodzi niebieski szlak rowerowy Korycin – Suchowola PTTK.
Wierni kościoła rzymskokatolickiego należą do parafii św. Stanisława w Dąbrowie Białostockiej. We wsi znajduje się kaplica murowana, pw. Najświętszego Serca Pana Jezusa,